# Автография (типографская техника)

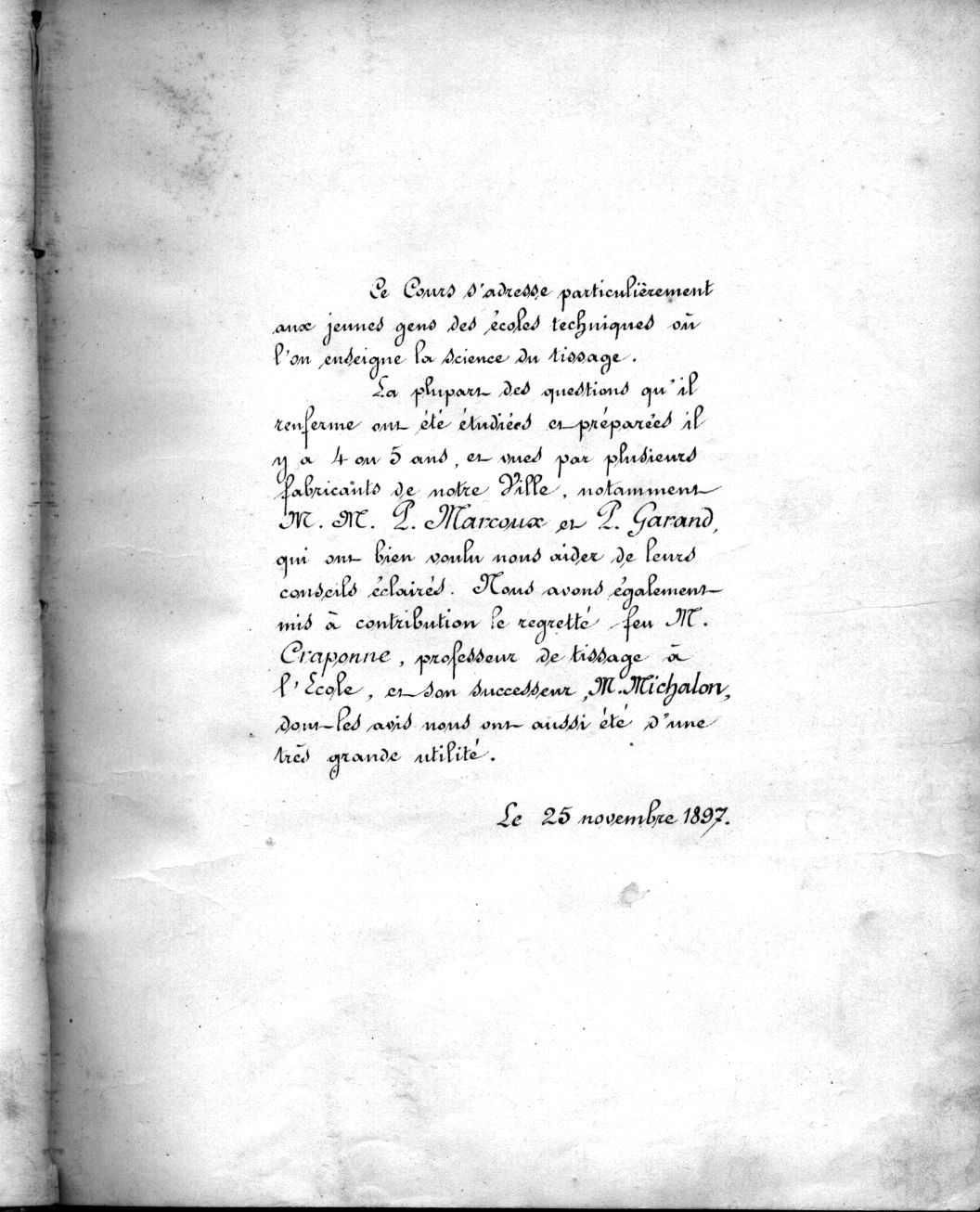
Вводная часть французской книги 1797 года, где методом автографии передан рукописный текст

Автогра́фия (др.-греч. αὐτός — «сам» и γράφω — «пишу, рисую») или автолитогра́фия (др.-греч. αὐτός — «сам», λίθος «камень» и γράφω — «пишу, рисую») — применявшееся в начале XIX века наименование для процесса ручного изготовления печатной формы для плоской печати. При использовании этого метода автор-художник при помощи особых туши или карандаша с большим содержанием жира в составе рисовал на специальной бумаге, изображение с которой переводилось самим художником на поверхность литографского камня (цинковой или алюминиевой пластины). После перенесения изображения или сам художник, или особый мастер-литограф производил травление рисунка и печать полученного изображения на ручном печатном станке.
Технику автографии изобрёл Алоиз Зенефельдер в Богемии в 1796 году, который так характеризовал своё изобретение: «Этот способ свойственен химической печати, и я склонен считать его самым важным из всех моих изобретений».
Автография, помимо прочего, выгодно отличалась от гравюры дешевизной, а также тем, что в ней изображение выполнялось не в зеркальном, а в естественном виде, что существенно упрощало работу. В XIX веке автография активно применялась для получения оттисков с карт, иллюстраций, циркуляров, прейскурантов и т. п. В течение XIX века термин автография вышел из употребления, а сам процесс после ряда усовершенствований стал именоваться литографией.

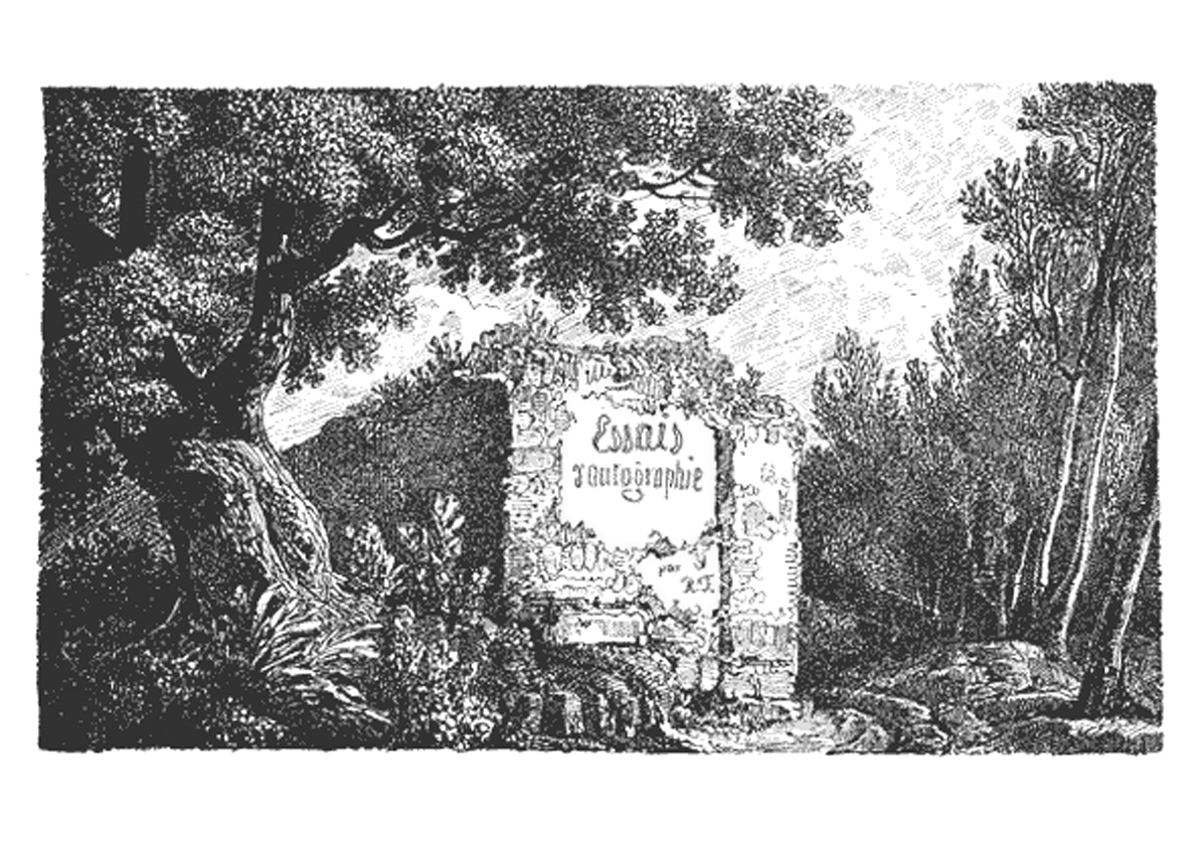
Автография, выполненная Родольфом Тёпфером в начале XIX века